# Omočený obvod
Omočený obvod je v hydraulice délka styku kapaliny s pevnými stěnami (např. koryta nebo potrubí) na průřezu všude kolmém na směr proudnic. Jako pevná stěna se uvažuje i povrch pískového či štěrkového dna toků, v nichž dochází k pohybu splavenin. Základní jednotkou je metr. Pro jednoduchá koryta (zpravidla umělá) ji lze určit analyticky, pro koryta přirozená (vodní toky) je obvykle nutné ji stanovit na základě zaměření tvaru koryta a polohy hladiny

## Příklady jednoduchých koryt
|  | Pro obdélníkové koryto je omočený obvod dán vztahem: {\displaystyle O=b+2y}                                                  |
|  | Pro lichoběžníkové koryto je omočený obvod dán vztahem: {\displaystyle O=b+2y{\sqrt {1+m^{2}}}}                              |
|  | Pro trojúhelníkové koryto je omočený obvod dán vztahem: {\displaystyle O=2y{\sqrt {1+m^{2}}}}                                |
|  | Pro částečně plněný kruhový průřez je omočený obvod dán vztahem: {\displaystyle O={\frac {D}{2}}{\frac {\pi \varphi }{180}}} |

## Přirozené koryto
Ve vytyčeném příčném řezu se v řadě bodů vhodným způsobem (např. technickou nivelací nebo sondováním) zjistí poloha dna, současně je nutné stanovit horizontální vzdálenost {\displaystyle b_{i}} tohoto měřeného bodu od břehové hrany. V případě, že je příčný profil zaměřen nivelací, je nutné současně zaměřit polohu hladiny vody, pokud možno u obou břehů. Pokud se v měrném profilu vyskytují ojedinělé větší balvany (častý případ zejména horských řek), nebere se na ně zřetel (v hydraulických výpočtech je jejich výskyt zahrnut např. v součiniteli drsnosti).

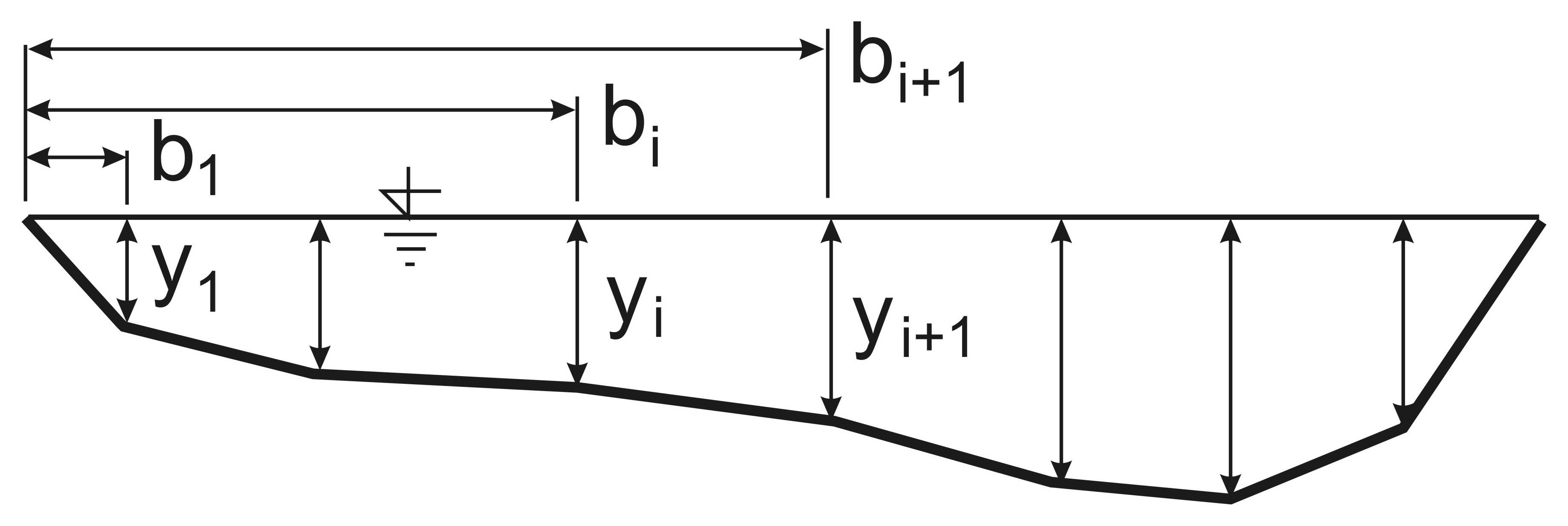
Sondování koryta

Pokud je koryto zaměřeno nivelací, z polohy hladiny a dna vypočteme hloubky vody {\displaystyle y_{i}} v jednotlivých měrných bodech, pokud bylo sondováno, jsou výsledkem měření přímo hloubky v jednotlivých bodech.
Máme-li zaměřeno {\displaystyle N} bodů dna o souřadnicích {\displaystyle b_{i},y_{i}}, omočený obvod se pak vypočte jako{\displaystyle O={\sqrt {{b_{1}}^{2}+{y_{1}}^{2}}}+\sum _{k=1}^{N-1}{\sqrt {(b_{i+1}-b_{i})^{2}+(y_{i+1}-y_{i})^{2}}}+{\sqrt {(b_{N}-b_{N-1})^{2}+y_{N-1}^{2}}}}